# Национални парк Хавајски вулкани
Национални парк Хавајски вулкани (енгл. Hawai‘i Volcanoes National Park) један је од 58 националних паркова смештених у Сједињеним Америчким Државама, а сматрају га најатрактивнијим парком. Налази се на листи УНЕСКОове Светске баштине.

## Географија и околина
Овај атрактивни амерички национални парк смештен је на острву Хаваји, највећем острву Хавајског острва које се налази у Тихом океану. Парк се састоји од неколико још увек активних вулкана. Распростире се на површини од 1348 km². Парк је настао услед стотина хиљада година вулканских деловања и процеса еволуције, током којих се земља уздизала из океана, а услед чега се стварао јединствени екосистем који је омогућио настанак различитих древних хавајских култура.
Вулкан Килауеа, један од светски најактивнијих и Мауна Лоа, највећи светски вулкан, научницима су омогућили увид у настанак целог Хавајског архипелага, а посетиоцима величанствене призоре вулканског тла. Захваљујући природним вредностима, Национални парк Хавајски вулкани је 1980. године прво проглашен међународним резерватом биосфере, а потом 1987. године и светске културне баштине.
Више од половине парка је проглашено дивљином која посетиоцима пружа неуобичајене услове за планинарење и могућности камповања. Парк обухвата различита природна окружења која се протежу од нивоа мора до врха највећег светског вулкана Мауна Лоа на 4169 м надморске висине. Главни улаз у парк је са хавајског пута Белт који се наставља до другог улаза у близини града Калапана, али један део пута данас је прекривен лавом.

## Историја и клима
Килауеа и Халемаумау калдере одувек су се међу домороцима сматрали светим домом богиње вулкана Пеле, а Хавајци су посећивали кратер доносећи богињи разне дарове. Током једне неуобичајено велике ерупције 1790. године, заједно са женама и децом , погинула је група ратника, а преживели су током бега оставили отиске стопала у лави који су видљиви и данас.
Први западњаци који су посетили ово подручје били су енглески мисионар Вилијам Елис и амерички Аса Терстон, који су у Килауеау стигли 1823. године. Један од покретача идеје о оснивању националног парка 1916. године био је Лорин А. Терстон.
Клима у Националном парку Хавајски вулкани је одговарајућа клими целог острва, али се због веће надморске висине температуре ноћу спуштају до 11°C. Током целе године температуре су уједначене и крећу се од најмање измерених 11°C до највећег просека од 20°C. Просечна годишња количина падавина је 2556 мм, а март је најкишнији месец.

## Флора и фауна
Пре неколико милиона година споре папрати ношене ветром и ваздушним струјама из југоисточне Азије су доспеле на поља лаве усред Тихог океана. То је био тек један од начина како је живот доспео на Хавајски архипелаг.
На исти начин, на острва су доспели разни инсекти, семе и пауци, али је било и других начина. Један од њих био је тај да су неке птице током миграција на својим крилима или у дигестивном систему носиле семе отпорне на утицаје соли. Прелазак нових великих морских пространстава био је онемогућен водоземцима, гмизавцима и већим сисарима. Једине врсте којима је то успело биле су медведице и неке врсте шишмиша. Од милиона разних организама, ретки су доспели до острва, а од оних који су доспели мало их је опстало и прилагодило се новој средини.
Током прилагођавања средини без предатора, многе животиње еволуцијом су изгубиле урођене одбрамбене механизме, па су тако неке бубе, које су користиле смрад за одбрану, остале без тог одбрамбеног механизма, а неке птице које су остале без природних непријатеља, нису имале потребу да лете па су постале нелетачице.
Више од 90% биљних и животињских врста које се може наћи на Хавајима су ендемске врсте и није их могуће наћи нигде другде на Свету. Стотињак врста ендемских птица потиче од тек двадесетак врста њихових предака, хиљаде врста цветница је еволуирало од 272 првобитних врсте, више од 1.000 мекушаца настали су еволуцијом од најмање 22 врсте, а око 10.000 инсеката и паука настају еволуцијом 350-400 врста њихових предака.